# Dayne St. Clair
Dayne St. Clair (Pickering, 1997. május 9. –) kanadai válogatott labdarúgó, az amerikai Minnesota United kapusa.

## Pályafutása

### Klubcsapatokban
St. Clair a kanadai Pickering városában született. Az ifjúsági pályafutását a Vaughan Azzurri akadémiájánál kezdte.
2016-ban mutatkozott be a K–W United felnőtt keretében. 2019. január 11-én az első osztályban szereplő Minnesota Unitedhez igazolt. A 2019-es szezonban a Forward Madison, míg a 2020-as szezon első felében a San Antonio csapatát erősítette kölcsönben. Először 2020. szeptember 7-én, Real Salt Lake ellen hazai pályán 4–0-ra megnyert mérkőzésen lépett pályára.

### A válogatottban
St. Clair 2021-ben debütált a kanadai válogatottban. Először 2021. június 6-án, Aruba ellen 7–0-ás győzelemmel zárult VB-selejtezőn lépett pályára.

## Statisztikák
2024. augusztus 25. szerint
| Klub             | Szezon   | Osztály  | Bajnokság | Bajnokság | Kupa  | Kupa | Nemzetközi | Nemzetközi | Összesen | Összesen |
| Klub             | Szezon   | Osztály  | Meccs     | Gól       | Meccs | Gól  | Meccs      | Gól        | Meccs    | Gól      |
| ---------------- | -------- | -------- | --------- | --------- | ----- | ---- | ---------- | ---------- | -------- | -------- |
| Minnesota United | 2020     | MLS      | 16        | 0         | 0     | 0    | —          | —          | 16       | 0        |
| Minnesota United | 2021     | MLS      | 5         | 0         | 0     | 0    | —          | —          | 5        | 0        |
| Minnesota United | 2022     | MLS      | 33        | 0         | 0     | 0    | —          | —          | 33       | 0        |
| Minnesota United | 2023     | MLS      | 30        | 0         | 0     | 0    | 5          | 0          | 35       | 0        |
| Minnesota United | 2024     | MLS      | 18        | 0         | 0     | 0    | 2          | 0          | 20       | 0        |
| Összesen         | Összesen | Összesen | 102       | 0         | 0     | 0    | 7          | 0          | 109      | 0        |

### A válogatottban
| Válogatott | Év       | Pályára lépés | Gól |
| ---------- | -------- | ------------- | --- |
| Kanada     | 2021     | 1             | 0   |
| Kanada     | 2022     | 1             | 0   |
| Kanada     | 2023     | 2             | 0   |
| Kanada     | 2024     | 2             | 0   |
| Összesen   | Összesen | 6             | 0   |

## Sikerei, díjai
Minnesota United
- US Open Cup
  - Döntős (1): 2019

Egyéni
- MLS All-Stars: 2022
- MLS All-Star MVP: 2022